# Kenion Herry
Kenion Herry (ur. 1991) – grenadyjski lekkoatleta, sprinter.
30 kwietnia 2011 w Filadelfii biegł na trzeciej zmianie grenadyjskiej sztafety 4 × 400 metrów, która ustanowiła (nieaktualny już) rekord kraju w tej konkurencji – 3:04,69. Herry na swojej (trzeciej) zmianie uzyskał nieoficjalny czas 47,8 sekundy.